# NGC 2903
NGC 2903 ist eine Balken-Spiralgalaxie vom Hubble-Typ SBbc mit hoher Sternentstehungsrate im Sternbild Löwe an der Ekliptik. Die Galaxie ist rund 21 Millionen Lichtjahre von der Milchstraße entfernt und hat einen Durchmesser von 100.000 Lichtjahren.
Das Objekt wurde am 16. November 1784 von dem deutsch-britischen Astronomen Wilhelm Herschel entdeckt. Mit NGC 2903 zusammenhängend ist der Katalogeintrag NGC 2905, denn dieser bezeichnet ein Sternentstehungsgebiet in der Nähe des nordöstlichen Rands von NGC 2903.

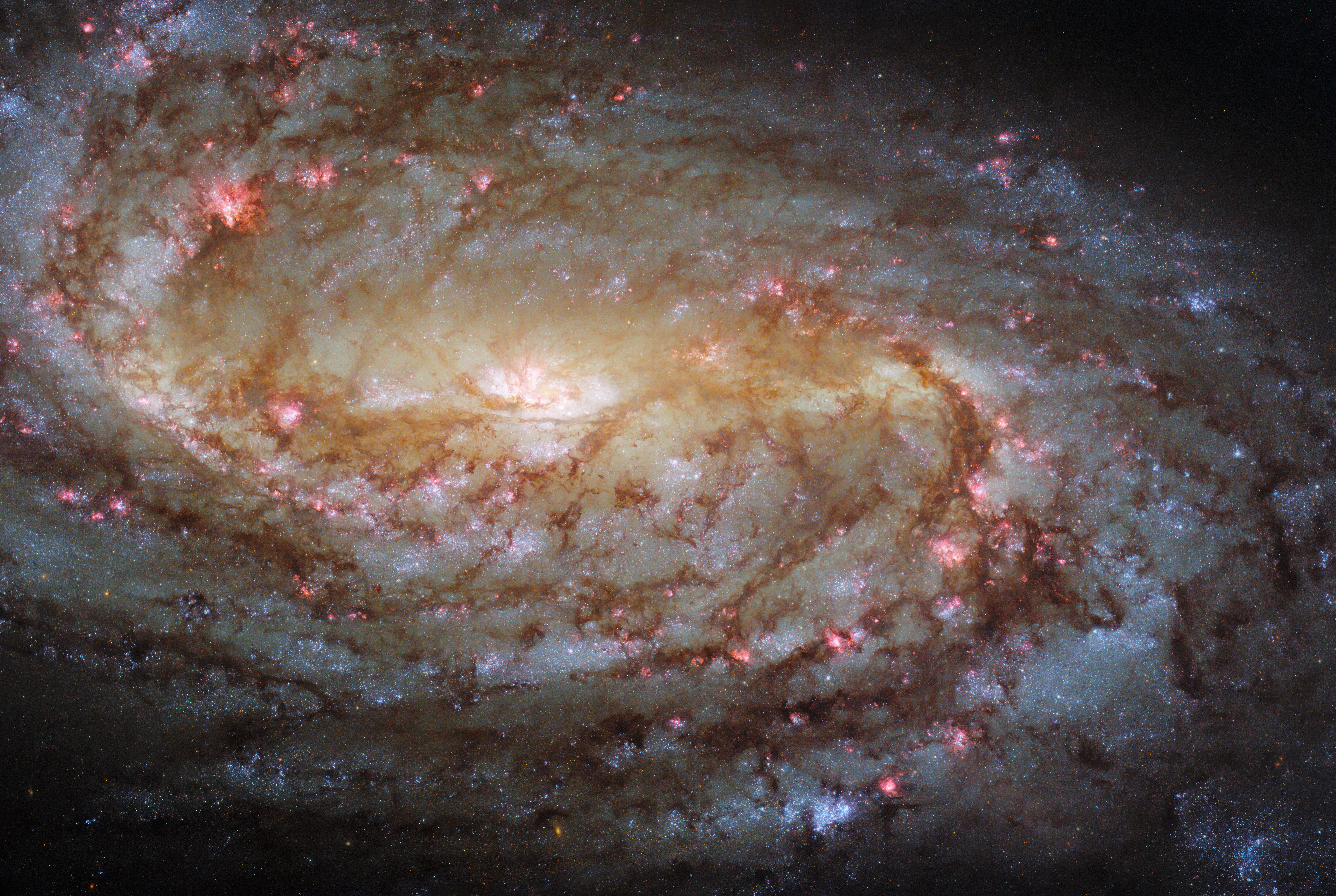
Detailaufnahme des zentralen Bereichs, Hubble-Weltraumteleskop
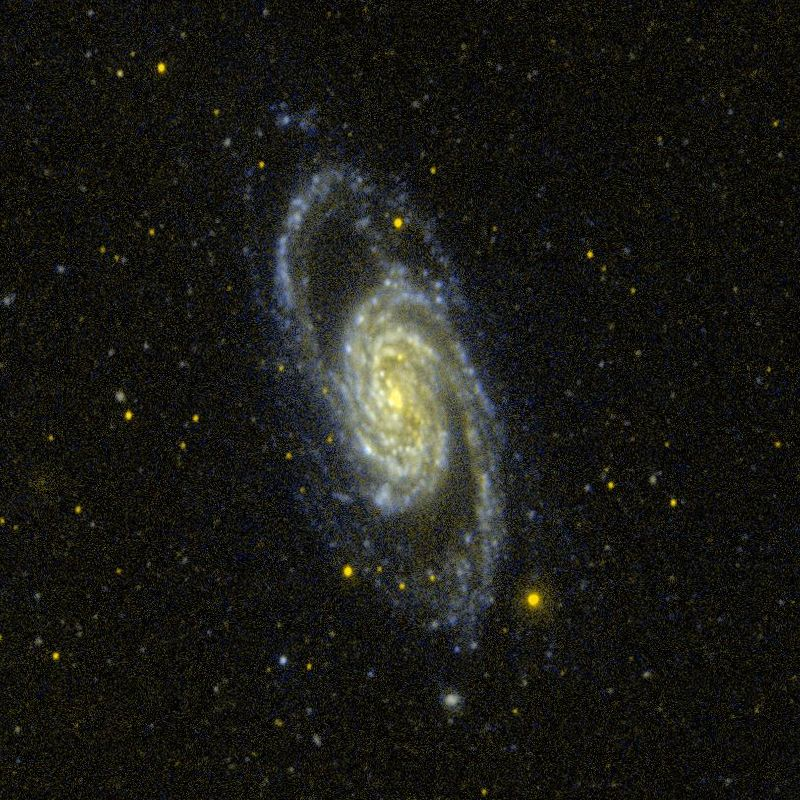
Ultraviolett-Aufnahme von NGC 2903 mittels GALEX
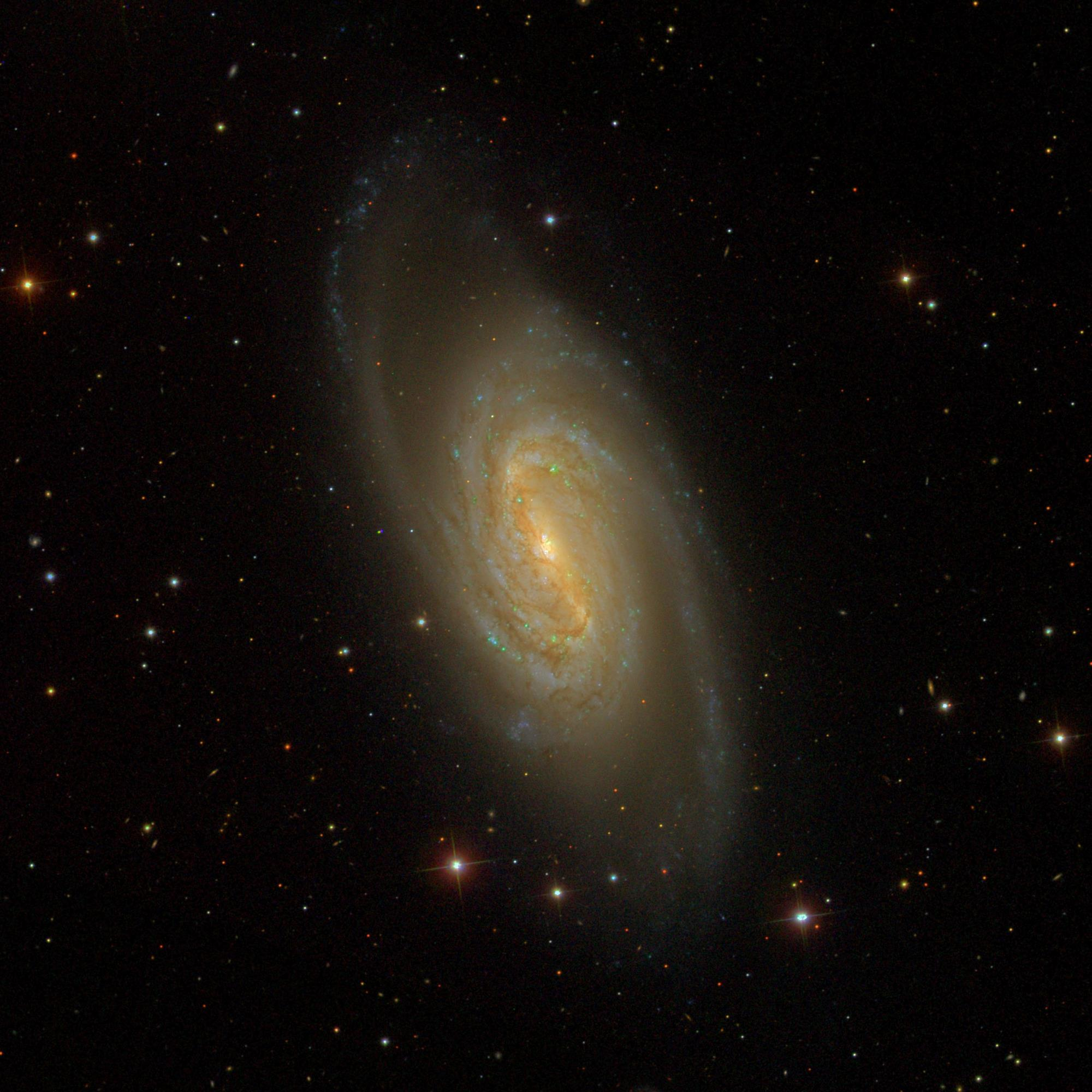
SDSS-Aufnahme
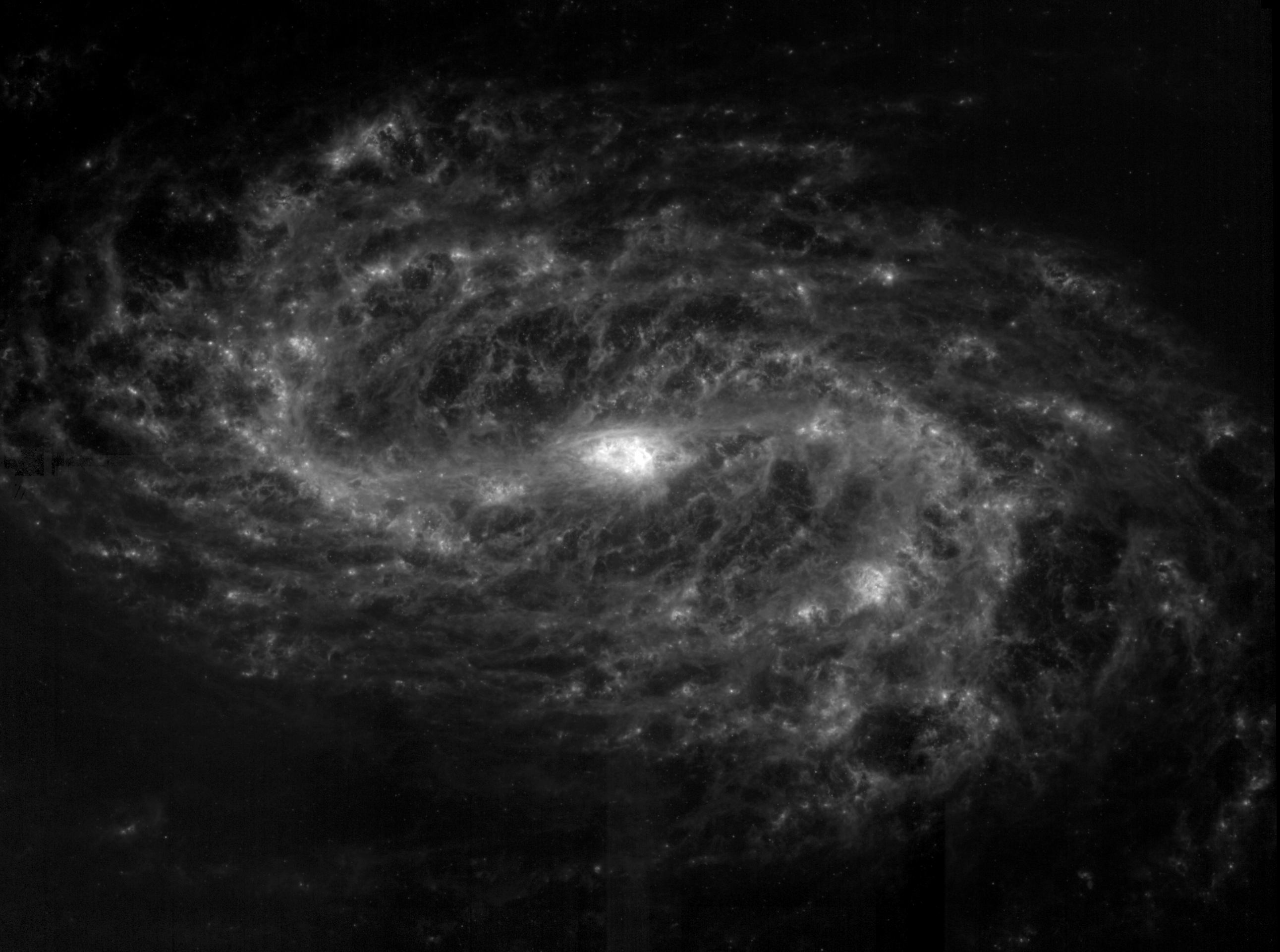
MIRI-Aufnahme mithilfe des James-Webb-Teleskops

## Umgebung
Im Sternbild Löwe befinden sich fünf Messier-Galaxien (M 65, M 66, M 95, M 96, M 105); obwohl NGC 2903 etwa gleich hell ist, fehlt es im Messier-Katalog. Weiter befinden sich im selben Himmelsareal auch die Galaxien PGC 26951, PGC 27115, PGC 164868, PGC 1647510.